# Ferenc Fülöp
Ferenc Fülöp (ur. 22 lutego 1955 w Budapeszcie) – piłkarz węgierski grający na pozycji napastnika. Jest ojcem Mártona Fülöpa, także piłkarza i reprezentanta kraju.

## Kariera klubowa
Karierę piłkarską Fülöp rozpoczął w klubie MTK-VM Budapeszt. W sezonie 1977/1978 zadebiutował w nim w pierwszej lidze węgierskiej. W MTK występował do końca sezonu 1985/1986. Latem 1986 odszedł do belgijskiego Olympique Charleroi i występował w nim do końca swojej kariery, czyli do 1989 roku.

## Kariera reprezentacyjna
W 1978 roku Fülöp został powołany do reprezentacji Węgier na Mistrzostwa Świata w Argentynie. Na Mundialu był rezerwowym i nie rozegrał żadnego spotkania. W kadrze narodowej ostatecznie nie zadebiutował.